# Yossé ben Yoezer
Yossé ben Yoezer de Tseredah, en hébreu יוסי בן יועזר איש צרידה, (mort vers -161) est un sage du début de la période hasmonéenne appartenant à une famille de prêtre. Il était disciple d'Antigone de Sokho, et peut-être adepte du mouvement des hassidim. Avec Yossé ben Yohanan de Jérusalem, ils forment le premier "couple" de la période des zougot (qui se termine avec Hillel et Shammaï). Selon la tradition, le premier des deux, Yossé ben Yoezer, occupait la fonction de nassi (président du Sanhédrin), et le second, Yossé ben Yohanan, occupait la fonction de Av beth din (Premier Magistrat du Sanhédrin).
Dans le Talmud, il est qualifié de Ish Tseredah, ce qui peut signifier "notable" ou "prêtre" de Tséredah. De la même manière, son collègue Yossé ben Johanan est qualifié de Ish Yeroushalaim. La tradition issue de l'école de Yavné rattache ainsi l'origine du Sanhédrin aux prêtres du Temple.
Tséredah est un village au nord de la Judée, à 30 km au nord-est de Jérusalem, dans les montagnes du territoire d'Éphraïm. Il constitue le village natal de Jéroboam ben Nabat qui causa, selon le Livre des Rois, le schisme du royaume de Salomon.
Yossé ben Yoezer est l'auteur de plusieurs règlements (Shabbat 46a, Edouyot 8:4, Pessahim 15a).
La première controverse halakhique connue dans le Talmud l'a opposé son collègue Yossé ben Yohanan. Cette controverse concernait la légalité de l'application des mains sur les sacrifices lors des fêtes (Hagigah 16a, Mishna 2:2). Yossé ben Yoezer y était opposé alors que Yossé ben Yohanan y était favorable.
Il est également à l'origine de certaines prescriptions rituelles rapportées dans le Talmud de Jérusalem :
Yossef [Yossé] ben Yoezer de Tserada, et Yossi ben Yohanan de Jérusalem décidèrent de l’applicabilité des lois d’impureté au pays des nations et aux récipients de verre. Rabbi Yonah dit que c'est Rabbi Yehoudah ben Tabbaï, mais Rabbi Yossé dit : Rabbi Yehoudah ben Tabbaï et Shimon ben Shetah [deux générations plus tard] décidèrent de l'applicabilité des lois d'impuretés, mais aux récipients en métal.
TJ Shabbat 11a. Voir également TB Shabbat 14b et Pessahim 6b.
Il s'agit de lois visant les relations commerciales avec la Phénicie, notamment pour freiner l'importation de verrerie et l'émigration vers les grands ports commerciaux de la côte.
Le Talmud rapporte qu'il était un des prêtres les plus exigeant en matière de pureté rituelle :
Yossé ben Yoezer était un hasid [des plus grands] de la kehunah (milieu sacerdotal), son vêtement était agent de contamination pour le sacré
Mishna Hagiga 2:7
Il déshérita même son fils à cause de sa conduite irréligieuse (Baba Batra 133b).
Opposé à l'hellénisme, il mourut victime des persécutions lors de l'expédition du général Bacchidès, gouverneur de Syrie, venu rétablir Alcime dans la fonction de Grand Prêtre en -161. Sa mort est décrite dans le midrash Bereshit Rabba (65:22).
Les éléments connus sur la vie de Yossé ben Yoezer et sur son activité à travers la littérature rabbinique peuvent conduire à en faire un candidat possible pour le personnage de Maître de Justice (Moreh Tsedeq) des Manuscrits de la Mer morte, si on fait remonter la fondation de la secte au début de l'époque hasmonéenne (IIe siècle)
.